# داتسون آن-دو
داتسون آن-دو (انگلیسی: Datsun on-Do)
یک خودروی سدان کامپکت است که به طور خاص برای بازار روسیه با مارک داتسون توسط شرکت نیسان موتور تولید شده است. این خودرو از آوریل ۲۰۱۴ توسط خودروسازی آوتوواز روسیه تولید می‌گردد. این خودرو قبل از تحریم‌ها علیه ایران قرار بود توسط ایران خودرو تولید شود و یکی از خودروهای ارزان قیمت بازار ایران شود که این امر محقق نشد.